# Vladislav Razím
Vladislav Razím (* 8. ledna 1957, Rakovník) je český historik architektury, památkář a odborný publicista.
Odborně působí v oborech stavební památková péče, dějiny architektury a stavitelství, metody zkoumání a dokumentace historických staveb. Inicioval nebo se podílel na založení oborových institucí i spolků, významných publikací a oborových periodik. Je specialistou v oblasti průzkumů a dokumentace historických stavebních konstrukcí, zejména torzálních (zříceniny hradů a městských opevnění). Jeho výzkumy hradebních systémů středověkých měst na území České republiky mají zakladatelský význam.

## Vzdělání
Vystudoval Filozofickou fakultu Masarykovy univerzity v Brně, obory historie, archivnictví a pomocné vědy historické. V rámci postgraduálního studia na Filozofické fakultě Univerzity Karlovy se zaměřil na studium památkové péče a dějin umění.

## Odborná pracovní činnost
Od roku 1981 působí téměř nepřetržitě na středočeském pracovišti odborné organizace státní památkové péče, které po změnách a reorganizacích nese název Národní památkový ústav, územní odborné pracoviště středních Čech. V roce 1991 vedl krátce Krajské středisko státní památkové péče a ochrany přírody Středočeského kraje, kdy probíhala delimitace sekce ochrany přírody v důsledku jejího převedení do kompetence nově zřízeného Ministerstva životního prostředí. Od dubna 1991 do září 1992 pak vedl odbor památkové péče na Ministerstvu kultury ČR. Do konce roku 2024 byl vedoucím odboru evidence a dokumentace středočeského územního odborného pracoviště NPÚ.[zdroj?]
Obsáhlé znalosti historické architektury i metod památkové péče uplatňuje též v publikační, kurátorské i přednáškové činnosti. Je členem řady poradních orgánů či odborných komisí a výborů. Účastní se též vědeckých konferencí. Významně se podílí se na vědeckovýzkumné činnosti v oblasti památkové péče a výzkumů historické architektury, jejíž výsledky publikuje i v zahraničí.

## Členství v redakčních radách
- Zprávy památkové péče, člen redakční rady v letech 1992 a 1993)
- Průzkumy památek, hlavní redaktor do roku 2022[1]
- Památky středních Čech, hlavní redaktor do roku 2021[zdroj?]
- Svorník
- Castellologica Bohemica

## Pedagogická činnost
- Externí přednášková činnost na téma: středověká města a jejich fortifikace, hrady, péče o torzálně dochovanou architekturu (NPÚ, UJEP Ústí nad Labem, UK aj.)
- Ústav pro dějiny umění, Filozofická fakulta Univerzity Karlovy v Praze: Hradní architektura v českých zemích.

## Publikační činnost
- Vladislav RAZÍM a Petr MACEK (edd.): Zkoumání historických staveb, V. Razím – P. Macek edd., Národní památkový ústav, Praha, 2011.
- Vizmburk. Raně gotický hrad a jeho proměny. Příloha časopisu Průzkumy památek 19, Praha 2012.
- K stavebnímu vývoji a významu hradu Hasištejna, in: Průzkumy památek 21, 2014, č. 1, s. 39–74.
- Burg Pürglitz und ihr Jagdforst, in: Křivoklát – Pürglitz, Jagd – Wald – Herrscherrepräsentation, in: J. Fajt – M. Hörsch – V. Razím Hg. Studia Jagellonica Lipsiensia 17, Ostfildern 2014, s. 143–207 (s A. Nachtmannovou).
- Výtvarné a symbolické prvky středověkých fortifikačních staveb, in: A. Mudra, M. Ottová edd., Trans montes, Podoby středověkého umění v severozápadních Čechách, Praha 2014, s. 108–127.
- Hrad Zbořený Kostelec jako obranná stavba doby polipanské a poděbradské, in: Průzkumy památek 23, 2016, č. 1, s. 73–102.
- Řeč středověké fortifikační architektury – terminologie a její souvislosti, Národní památkový ústav, územní odborné pracoviště středních Čech v Praze, Praha 2018. ISBN 978-80-86516-96-7
- Středověká opevnění českých měst. 1. díl – výklad, Národní památkový ústav, územní odborné pracoviště středních Čech, Praha 2022, 495 s. ISBN 978-80-88339-12-0.
- Středověká opevnění českých měst. 2. díl – katalog Čechy, Národní památkový ústav, územní odborné pracoviště středních Čech, Praha 2020, 1152 s. ISBN 978-80-88339-03-8.
- Středověká opevnění českých měst. 3. díl – katalog Morava a Slezsko, Národní památkový ústav, územní odborné pracoviště středních Čech, Praha 2019, 503 s. ISBN 978-80-88339-03-8. Obsah.
- Opevnění měst středověké Evropy, Národní památkový ústav, územní odborné pracoviště středních Čech, Praha 2023, 720 s. ISBN 978-80-88339-16-8.
- Opevnění města Vimperka, Město Vimperk, Vimperk 2024, 33 s. ISBN 978-80-11-04748-1

### Přednášky (výběr)
- Nové Hrady jako opevněné středověké město, Nové Hrady (CK), 17.04.2014.
- Středověká městská opevnění v Moravskoslezském kraji, Krnov, 29.09.2016.
- Čáslavské hradby, říjen 2017, přednáška pořadatele Včela čáslavská.[2]
- Středověký Gotland – ostrov zapomenutého času. Přednáška konaná v rámci cyklu Středověk v pohybu (pořádá Ústav dějin umění AV ČR) v úterý 24. 10. 2017.

### Kurátorská činnost (výběr)
- Kurátor expozice Přemyslovské Křivoklátsko, Křivoklát, 2010.